# Kävlingeån
Kävlingeån eller Lödde å är ett vattendrag i mellersta Skåne. Kävlingeån är en av Skånes tre största åar (de båda andra är Helge å och Rönneå). Ån är cirka 50 km lång, inklusive källflöden cirka 90 km. Flodområdet är cirka 1200 km². 
Kävlingeån kommer från Vombsjön och rinner ganska rakt västerut, i början - genom Vombsänkan - med en svag dragning åt norr, men efter Kävlinge i klart sydvästlig riktning strax söder om samhället Löddeköpinge, där ån kallas Lödde å. Norr om Bjärred mynnar ån ut i Lommabukten. Området vid mynningen är ett naturreservat.

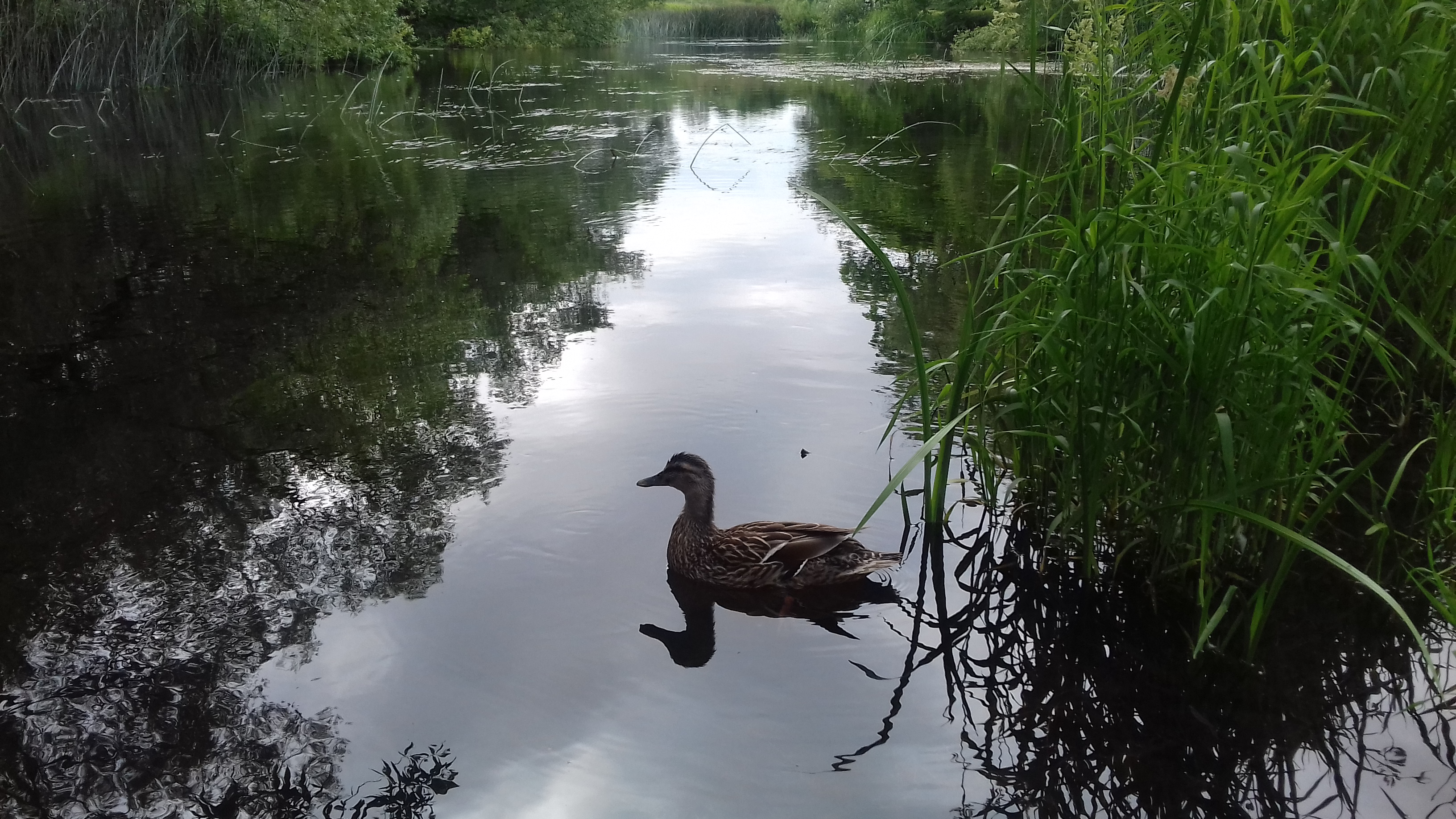
Gräsand i Kävlingeån

Biflöden är Klingavälsån från vänster och Bråån från höger. Källflöde är Björkaån (även kallad Tolångaån eller Vollsjöån) som kommer till Vombsjön österifrån, från norra delen av Sjöbo kommun.

## Förekommande fiskar
Följande 28 fiskarter förekommer i Kävlingeån 

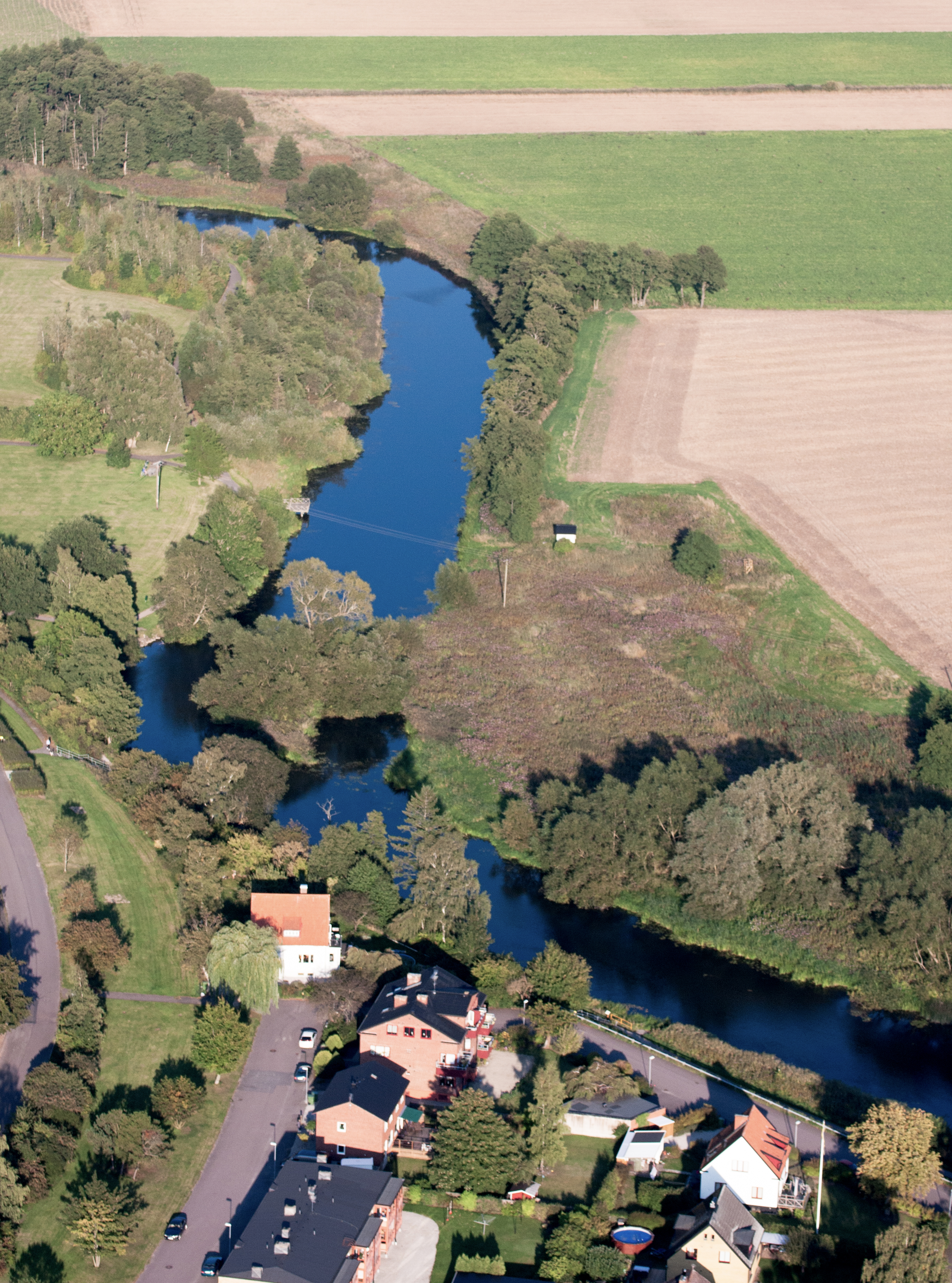
Kävlingeån i utkanten av Kävlinge

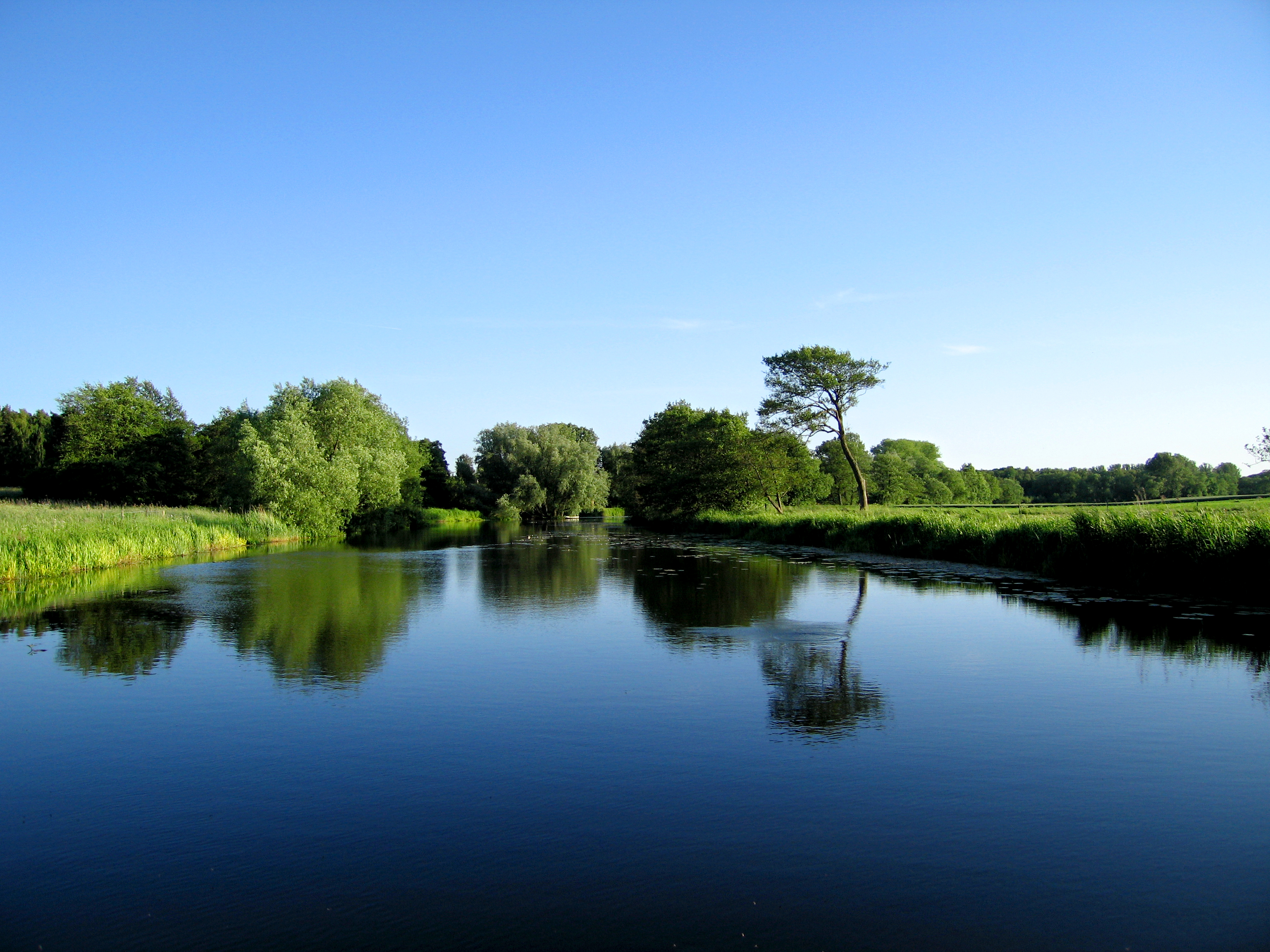

- Abborre
- Björkna
- Braxen
- Bäcknejonöga
- Elritsa
- Gärs
- Grönling
- Groplöja
- Gädda
- Gös
- Id
- Karp
- Lake
- Lax
- Löja
- Mört
- Nors
- Regnbåge
- Ruda
- Sandkrypare
- Sarv
- Skrubbskädda
- Småspigg
- Stensimpa
- Storspigg
- Sutare
- Ål
- Öring